# Axel Jüptner
Axel Jüptner (* 26. April 1969 in Gemmrigheim; † 24. April 1998 in Bad Oeynhausen) war ein deutscher Fußballspieler.

## Karriere
Axel Jüptner spielte in der Fußball-Bundesliga für den VfB Stuttgart (von 1988 bis 1991 25 Bundesligaspiele), bevor er zu Bayer Uerdingen (von 1992 bis 1996 bestritt er 88 Erstligaspiele und erzielte ein Tor) wechselte. Dort spielte er in der 1. und 2. Liga. Im November 1997 ging er zum Zweitligisten FC Carl Zeiss Jena. Am 23. April 1998 brach er in Jena nach dem Training plötzlich bewusstlos zusammen und starb einen Tag später an den Folgen des Herzinfarktes, der durch eine unerkannte Herzmuskelentzündung hervorgerufen worden war.

## Familie
Axel Jüptner war verheiratet mit Ehefrau Ines und hatte zwei Kinder. Nach seinem Tod verklagte die Witwe den Mannschaftsarzt des FC Carl Zeiss auf Schadenersatz und Schmerzensgeld. Der Arzt habe Axel Jüptner trotz Erkrankung als spieltauglich eingestuft. Die Klage wurde im April 2007 rechtskräftig abgewiesen.